# Dalbergia maritima
Espèce
Synonymes
- Dalbergia maritima var. maritima[2]

Statut de conservation UICN

 EN A1cd+2cd : En danger
Dalbergia maritima est une espèce de plantes de la famille des Fabaceae.
C’est le bois de Rose de Madagascar

## Liste des variétés
Selon Catalogue of Life (26 février 2018) et Tropicos (26 février 2018) (Attention liste brute contenant possiblement des synonymes) :
- variété Dalbergia maritima var. maritima
- variété Dalbergia maritima var. pubescens Bosser & R. Rabev.